# Eduardo Mora Valverde
Eduardo Mora Valverde, conocido como Lalo, (San José, 16 de noviembre de 1922 - 2 de diciembre de 2013) fue un economista, político y dirigente de izquierda costarricense, hermano de Manuel Mora Valverde, principal líder del Partido Comunista Costarricense, y padre de Patricia Mora Castellanos, actual presidenta del Partido Frente Amplio y diputada del período 2014-2018. Eduardo Mora fue diputado en dos ocasiones, primero en el período 1974-1978 por el Partido Acción Socialista cuando todavía era ilegal la conformación de partidos comunistas (aunque había cierta tolerancia para inscribir partidos socialistas y la prohibición ya estaba siendo cuestionada al punto de que sería levantada en 1978) y por la coalición Pueblo Unido en el período 1982-1983.

## Biografía
Mora Valverde nació en San José, el 16 de noviembre de 1922 en una familia de clase trabajadora. Mora fue estudiante del Liceo de Costa Rica y Secretario de la Federación Nacional de Estudiantes. Estudió economía en México pero interrumpió sus estudios en 1946 para regresar al país y asistir en las luchas sociales de la época como las protestas de trabajadores bananeros al lado de Carlos Luis Fallas. Durante la Guerra Civil de 1948 luchó en el bando caldero-comunista, tras lo cual parte al exilio en México junto a su hermano. Termina los estudios en el país azteca y ayudó en 1950 en la refundación del Partido Comunista Salvadoreño siendo encarcelado y expulsado de El Salvador.
En 1982 cuando se vio en la necesidad de renunciar como diputado por razones de salud, los parlamentarios de distintas fracciones lamentaron su partida y expresaron palabras de respaldo y elogio, entre ellos el exministro Rolando Laclé del Partido Unidad Social Cristiana y el exvicepresidente Fernando Guzmán Mata del Partido Liberación Nacional.

## Fallecimiento
Falleció el 2 de diciembre de 2013 a los 91 años de edad.

## Publicaciones
- Centro América en la integración económica centroamericana (1969)
- Autocrítica y perspectiva revolucionaria en la construcción del Partido (1984)
- ¿Podemos hacer una patria independiente y desarrollada? (1986)
- De Sandino a Stalin: recuerdos (1988)
- El dinero y la crisis (1995)
- Setenta años de militancia comunista (2000);